# Büttstedt
Büttstedt è un comune di 868 abitanti della Turingia, in Germania.
Appartiene al circondario (Landkreis) dell'Eichsfeld (targa EIC) ed è parte della comunità amministrativa (Verwaltungsgemeinschaft) di Westerwald-Obereichsfeld.